# C14H10N2O4
化学式C14H10N2O4（摩尔质量：270.24 g/mol）可以指：
- 1,8-二氨基-4,5-二羟基蒽醌，CAS号：128-94-9
- 1,5-二氨基-4,8-二羟基蒽醌，CAS号：145-49-3
- 1,4-二氨基-5,8-二羟基蒽醌，CAS号：16517-70-7
- 2,4-二硝基二苯乙烯，CAS号：2486-13-7
- 4,4'-二硝基二苯乙烯，CAS号：2501-02-2
- 偶氮苯-4,4'-二甲酸，CAS号：586-91-4
- 偶氮二甲酸二苯酯，CAS号：2449-14-1

|  | 这个同类索引页列出了具有相同分子式的化学物（即同分異構體）条目。 除非您是有意链接至本页，否则应将相应条目的内部链接指向正确的条目。 |